# Église Saint-Pierre d'Uccle
Pour les articles homonymes, voir Église Saint-Pierre.
L'église Saint-Pierre (en néerlandais : Sint-Pieterskerk) est une église de style néo-classique située à Uccle, l'une des 19 communes de la Région de Bruxelles-Capitale en Belgique.

## Historique
La première église connue à Uccle datait probablement du XIIIe siècle mais l'église actuelle fut terminée en 1782. La réalisation des plans de cet édifice néo-classique avaient été confiée à l'architecte Jean-François Wincqz qui se mit à l'ouvrage dès 1778.
Le projet de Wincqz l'emporta sur les projets remis par Laurent-Benoît Dewez et Claude Fisco.
L'église fait l'objet d'un classement au titre des monuments historiques depuis le 25 octobre 1938.Il fut rénové

## Architecture

### La façade occidentale
L'église présente une belle façade néo-classique tripartite combinant brique rouge, pierre blanche et pierre bleue : la pierre de taille blanche cloisonne la façade en de multiples compartiments de briques rouges, tandis que la pierre bleue est utilisée pour les encadrements des portes et des baies.
Le registre inférieur de la façade est composé de trois travées. La travée centrale, en légère saillie, est percée d'un portail  dont l'encadrement en pierre bleue est composé de piédroits sommés de triglyphes à gouttes et d'un entablement supportant une baie d'imposte cintrée. Chacune des travées latérales est percée d'un porte plus petite surmontée d'un puissant linteau et d'une baie d'imposte cintrée au-dessus de laquelle prend place une fenêtre rectangulaire entourée d'un fort encadrement mouluré en pierre blanche orné de gouttes (motif typique de l'architecture néo-classique).
Le registre supérieur de la façade présente une travée centrale encadrée par des ailerons de forme concave et des pots à feu. La travée centrale du registre supérieur est percée d'une fenêtre rectangulaire dont l'encadrement rappelle non pas celui des fenêtres du registre inférieur mais plutôt celui du portail : pierre bleue, piédroits surmontés d'un ornement à gouttes et entablement.

### Le clocher

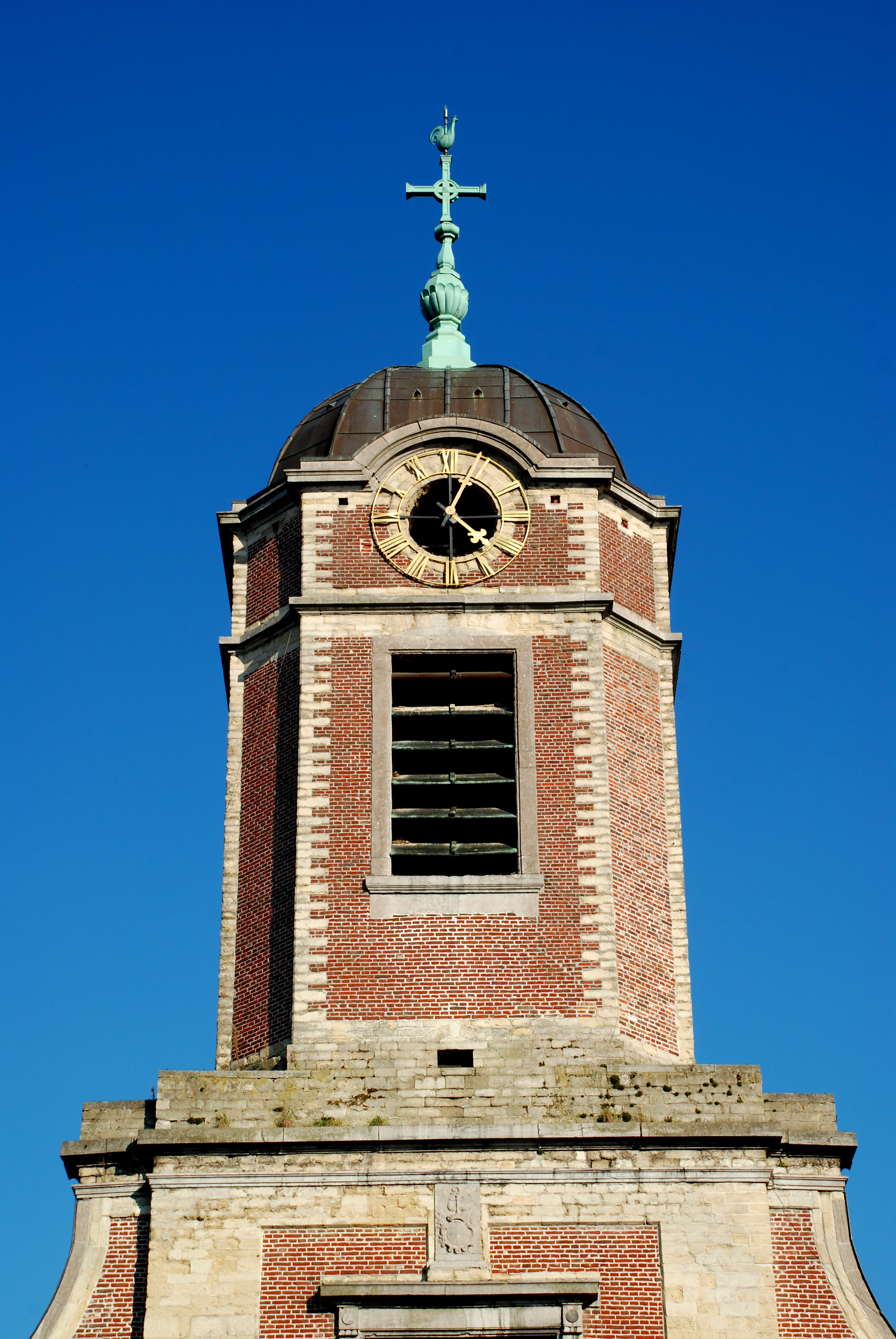
Le clocher.

Prolongeant la façade, le clocher prend la forme d'une tour carrée à pans coupés, ou d'une tour octogonale.
Reposant sur une base en pierre blanche, il est réalisé en briques rouges agrémentées de chaînage d'angle en pierre blanche du plus bel effet. Chacune de ses quatre faces principales est percée d'une baie à abat-son et à encadrement de pierre bleue.
Le registre supérieur du clocher porte les horloges : l'horloge de la face occidentale, plus grande, est surmontée d'un larmier en pierre bleue.